# Šurany
Šurany (in ungherese Nagysurány) è una città della Slovacchia facente parte del distretto di Nové Zámky nella regione di Nitra.